# Inna Makarowa
Inna Władimirowna Makarowa, ros. И́нна Влади́мировна Мака́рова (ur. 28 lipca 1926 w Tajdze, zm. 25 marca 2020 w Moskwie) – radziecka i rosyjska aktorka.

## Życiorys
Inna Makarowa urodziła się w Tajdze, a dorastała w Nowosybirsku. W 1948 roku została absolwentką Wszechrosyjskiego Państwowego Instytutu Kinematografii im. S.A. Gierasimowa w Moskwie i rozpoczęła pracę jako aktorka teatralna.
W 1949 roku została nagrodzona Nagrodą Państwową ZSRR za rolę Lubow Szewcowej w filmie Młoda gwardia Siergieja Gierasimowa. W 1985 roku otrzymała tytuł Ludowy Artysta ZSRR.
Inna Makarowa była żoną Siergieja Bondarczuka. Pochowana na Cmentarzu Trojekurowskim w Moskwie.

## Wybrana filmografia
- 1948: Młoda gwardia jako Lubow Szewcowa
- 1951: Wiejski lekarz jako Baranowa
- 1953: Odzyskane szczęście jako Frossja
- 1964: Wesele Balzaminowa jako Anfisa Piżonowa
- 1970: Zbrodnia i kara jako Natasza
- 1984: Martwe dusze jako gubernatorowa
- 2006: Wielka miłość jako Sofia Michajłowna